# Židova strouha
Židova strouha är ett vattendrag i Tjeckien. Det ligger i den centrala delen av landet, 90 km söder om huvudstaden Prag.